# 民主左翼联盟 (摩洛哥)
民主左翼联盟（法語：Alliance de la fédération de gauche，缩写为AFG；标准摩洛哥柏柏尔语：ⵜⴰⴼⵉⴷⵉⵔⴰⵍⵉⵜ ⵏ ⵓⵥⵍⵎⴰⴹ ⴰⵎⴰⴳⴷⴰⵢ）是摩洛哥的一个左翼政党联盟。2007年，社会主义民主先锋党和全国联盟大会组建该联盟，当时取名为民主左翼联合会；2021年，改用现名。统一社会党曾参加该联盟，直到2021年退出。